# Quartetto per archi n. 1 (Britten)
Il Quartetto per archi n. 1 in re maggiore, Op. 25, del compositore inglese Benjamin Britten, fu scritto negli Stati Uniti nel 1941.

## Storia
Il quartetto era stato commissionato dalla mecenate Elizabeth Sprague Coolidge, mentre Britten viveva in America. A quel tempo lui e Peter Pears erano ospiti del duo pianistico inglese Ethel Bartlett e Rae Robertson a Escondido vicino a San Diego, California.(p.152) È stato l'ultimo importante lavoro del suo periodo americano.(p.32) Britten osservò che tre mesi per scrivere era un "Breve preavviso e un po' di sudore, ma lo farò perché i soldi saranno utili!" La tariffa era di $400 (circa l'equivalente di $6700 nel 2017)-pp.153, 160
La prima esecuzione fu il 21 settembre 1941 all'Occidental College di Los Angeles, alla presenza del compositore,(p.159) dal Coolidge Quartet. In seguito Britten scrisse alla signora Coolidge che "era molto contento del modo in cui avevano suonato il mio quartetto, davvero di prima classe, sia per quanto riguarda la musica che la tecnica". Aveva già intenzione di scrivere un pezzo per il Griller Quartet e nel 1943 diedero la prima nel Regno Unito. La prima registrazione fu del Galimir Quartet nel 1951.
Nel 1979 il musicologo Peter Evans scrisse che il quartetto si era solo assicurato un posto nel repertorio in parte sì e in parte no.(pp.9,35)  È stato registrato da diversi quartetti illustri (vedi Incisioni, più in basso).

## Analisi ed accoglienza
Il quartetto è in quattro movimenti:
1. Andante sostenuto – Allegro vivo
2. Allegro con slancio [Note 2]
3. Andante calmo (in 5⁄4)
4. Molto vivace

Una esecuzione tipica dura circa 26 minuti. Il primo e il terzo movimento, di circa 10 minuti ciascuno, sono molto più lunghi del secondo e del quarto, di circa 3 minuti ciascuno. Il primo movimento in forma-sonata contiene passaggi alternati andante e allegro, musica lenta e veloce suonata con durate simili.(p.32)
Il 22 settembre 1941 Isabel Morse Jones, critica musicale del Los Angeles Times, recensì la prima. Scrisse: "È decisamente contemporaneo e il lavoro inizia in un'eterealità del tutto unica. I parziali superiori hanno sentito a malapena l'entrata nel primo tema con delicatezza. Poi una genialità ritmica cambia l'intero quadro. Britten voleva portare la musica alle coscienze misteriosamente, come da un altro mondo. L'idea andava bene ma la musica non era efficace". Suggerì tuttavia che il terzo movimento lento avrebbe potuto essere intitolato "In Memoriam for a Lost World" e disse che l'ultimo movimento era stato "un brillante successo".
Secondo il biografo di Britten Humphrey Carpenter, il carattere teso e inquieto del quartetto può riflettere un tumulto emotivo nel compositore o, forse, in parte derivava dalle sue condizioni di lavoro: aveva dovuto chiudersi in un capanno degli attrezzi e accendere un ventilatore per soffocare il suono delle prove pianistiche dei suoi ospiti.(p.157)
Il musicologo Peter Evans ha analizzato in dettaglio la struttura del quartetto. Vedeva somiglianze con Beethoven, Bartók e Haydn in alcune delle sue caratteristiche. Ha scritto: "la relazione estremamente sottile tra le caratteristiche intrinseche del materiale e la sua elaborazione strutturale ha mostrato che Britten a ventisette anni era un maestro dell'architettura tonale con a malapena un rivale sulla scena inglese".(pp.32-37) Per Evans l'uso di Britten del re maggiore è spesso, come in questo caso, associato a "una luminosa armonia di delicata dissonanza diatonica".(p.48)
Il musicologo Roger Parker ha definito il quartetto "una pietra miliare significativa nella carriera di compositore di Britten" e, trascurando quella che ha definito "l'attività della musica analitica di Britten", l'ha anche paragonata all'ultimo Beethoven.
Ben Hogwood ha riassunto le opinioni critiche sul quartetto. "La reazione critica al quartetto è stata in gran parte forte e il lavoro è tenuto in buona considerazione dagli esperti del compositore, nonostante il riconoscimento di alcune stranezze formali e piccole mancanze". Come altri, vedeva delle somiglianze con Beethoven.

## Incisioni
- 1951 – Galimir Quartet, prima registrazione Esoteric 78 giri ES504;[7] ripubblicata (1966) su Saga XID 5259[8] e (data sconosciuta) su Counterpoint/Esoteric Records CPTS-5504 US [9]
- 1957 – Paganini Quartet, Liberty SWL 15000 [10]
- 1965 – Fidelio Quartet, Pye Golden Guinea Records GSGC I4025 [11]
- 1972 – Allegri Quartet, Decca LP SXL 6564 [12]
- 1978 – Alberni Quartet, CRD Records CRD 1051 [13]
- 1986 – Endellion Quartet, HMV E 2705021/31/41 [14]
- 1991 – Britten Quartet, Collins Classics 11152 [15]
- 1998 – Maggini Quartet, Naxos 8.553883 [16]
- 2005 – Belcea Quartet EMI Classics CD 7243 5 57968 2 0 [17]
- 2013 – Takács Quartet, Hyperion CD CDA68004 [18]